# Pałac w Pakosławiu
Pałac w Pakosławiu – zabytkowy pałac we wsi Pakosław (powiat nowotomyski).
Pałac otoczono parkiem zbudowany na lekkim wzniesieniu według projektu Antoniego Krzyżanowskiego przez Emilię Sczaniecką. Obiekt z 1840, przebudowany w XIX/XX w. jest częścią zespołu pałacowego, w skład którego wchodzi jeszcze park z XIX/XX w..

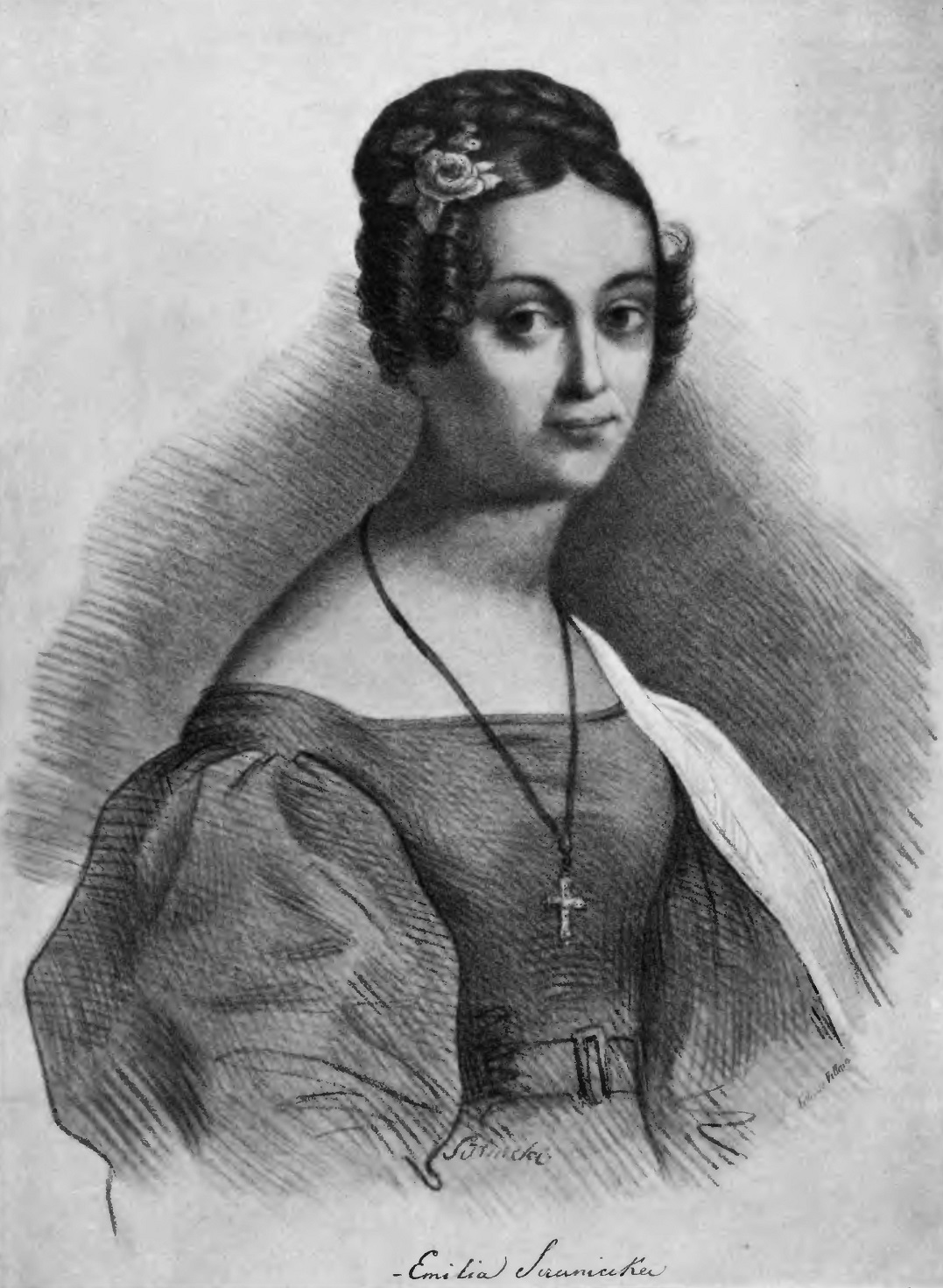
Emilia Sczaniecka
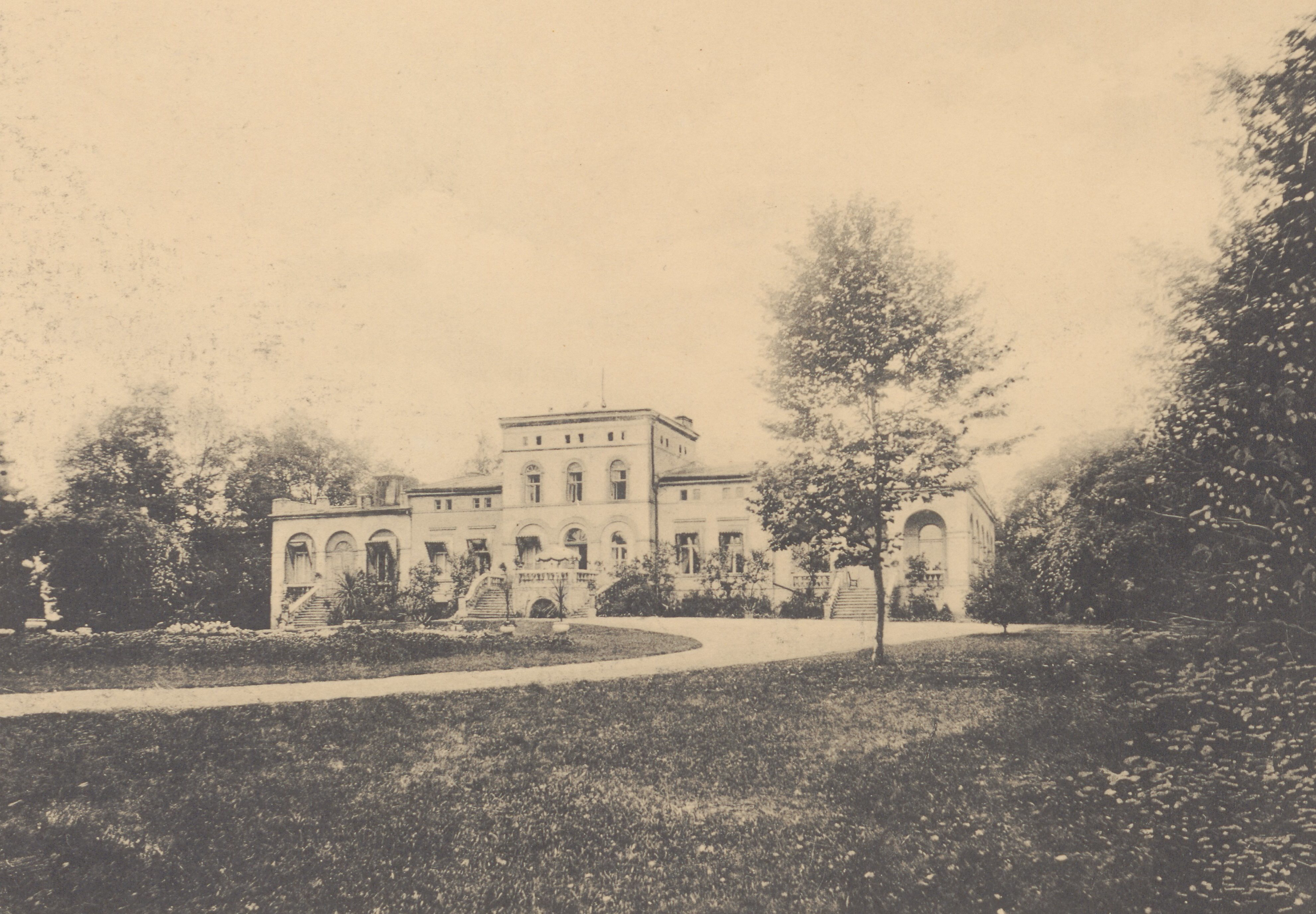
Pałac przed 1912
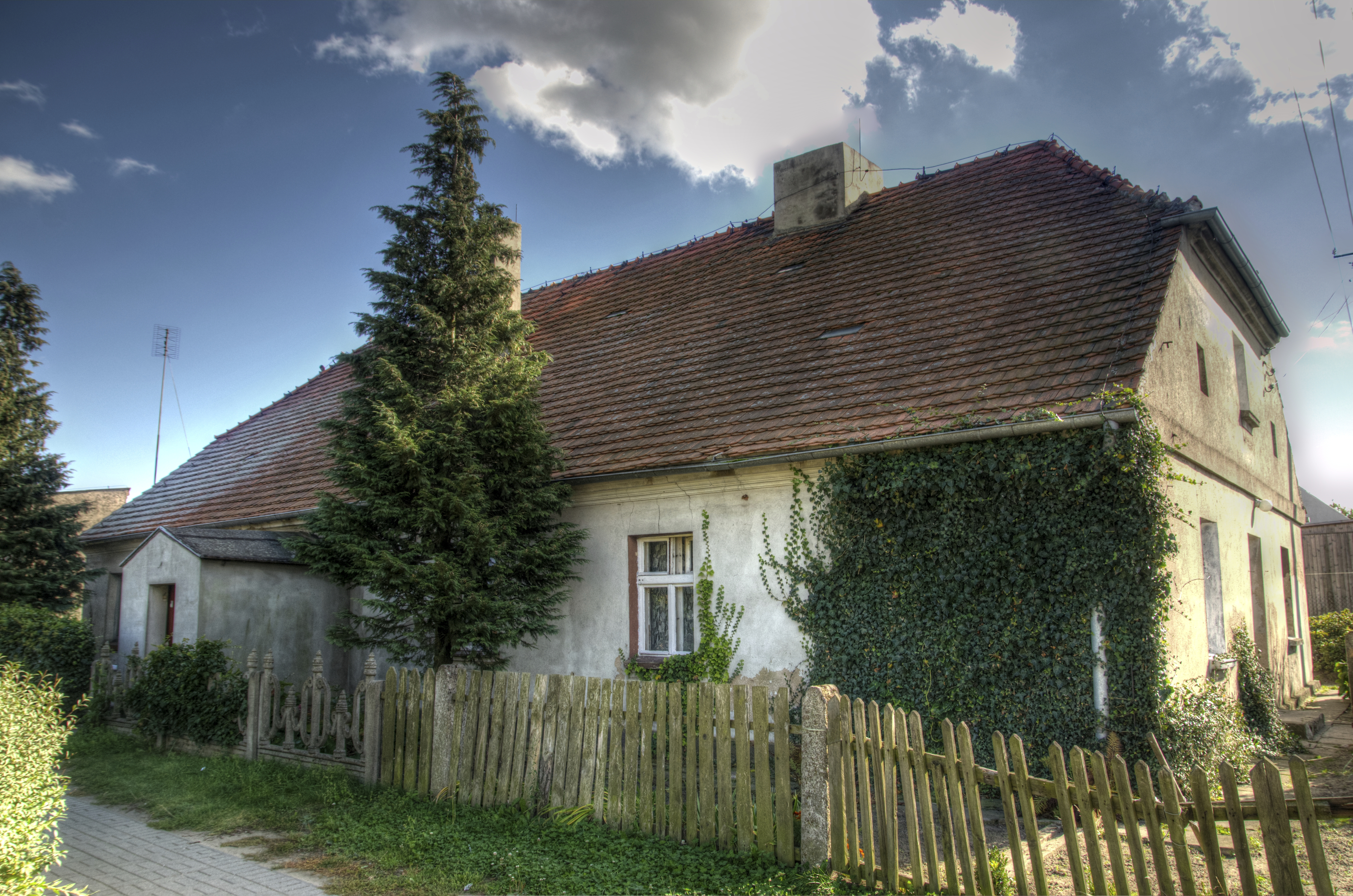
Szpital założony przez Emilię Sczaniecką